# Белорусский плакат
Белорусский плакат среди других видов белорусского изобразительного искусства — с 1970-х гг. наиболее востребован на престижных международных конкурсах и биеннале. Плакаты белорусских авторов хранятся в Лувре, Моравской галерее (Брно, Чехия), Музее плаката в Таяме (Япония), Лахты (Финляндия), Музей плаката в Вилянуве (Варшава, Польша), Смитсоновском институте (США). На протяжении XX века в плакате работали выдающиеся художники Белоруссии — Ф. Рущиц, Я. Дроздович, Л. Лисицкий, Г. Змудзінскі, А. Быховский, А. Волков, А. Кашкуревич, Г. Поплавский, Б. Заборов и многие другие. Среди известных художников плаката современности — В. Цеслер и С. Войченко, Ю. Тареев, Е. Китаева, С. Саркисов, Д. Сурский, М. Анемподистов, Р. Найден.

## История

### Конец ХІХ — начало XX веков

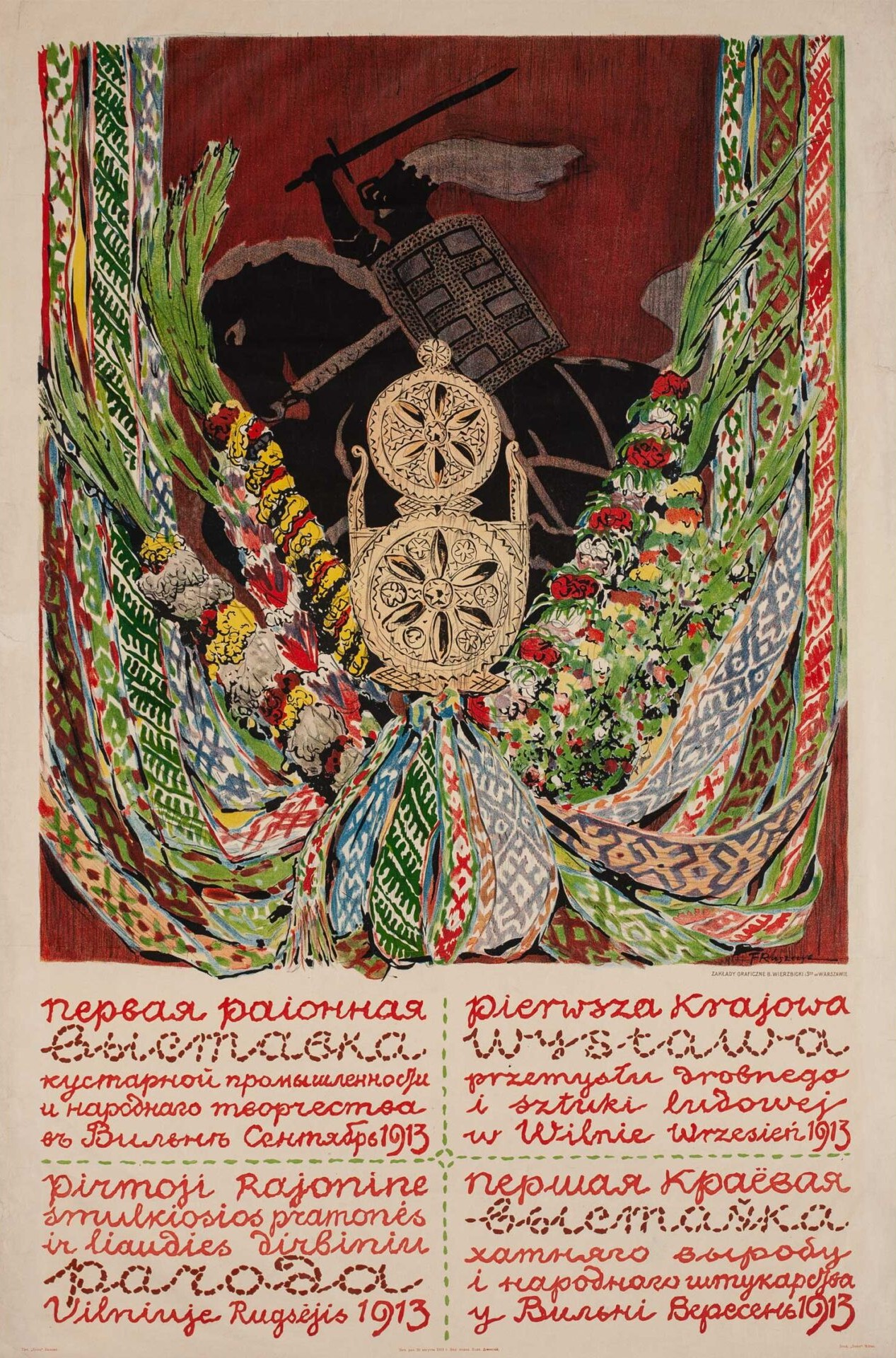
Фердинанд Рущиц. Афиша к Первой краевой выставке в Вильне, 1913.

В Белоруссии в составе Российской империи, как и в других странах того времени, были широко распространена шрифтовая афиша, в основном, театральные. В конце XIX века возникают возможности тиражного цветной печати (литография), соответственно, появляются и собственно плакаты, в первую очередь рекламные.
В 1913 г. первый плакат, на котором представлен белорусский язык (вместе с литовским, польским и русским), создает Фердинанд Рущиц в Вильне.
Во время Первой мировой войны в типографии братьев Лапиных в Гродно выходили российские пропагандистские плакаты — «лубки».

### 1917—1945 годы
Во время гражданской войны в России, советско-польской войны на территории Белоруссии возникает система государственной визуальной агитации и пропаганды. Плакаты издаются в основном губерниями и телеграфными агентствами. В Гомеле плакаты в технике линогравюры создает А. Быховский. В Витебске в рамках художественного движения УНОВИС создаются плакаты в стиле супрематизма, наиболее известный из которых в мире — «Клином красным бей белых» Эль Лисицкого.

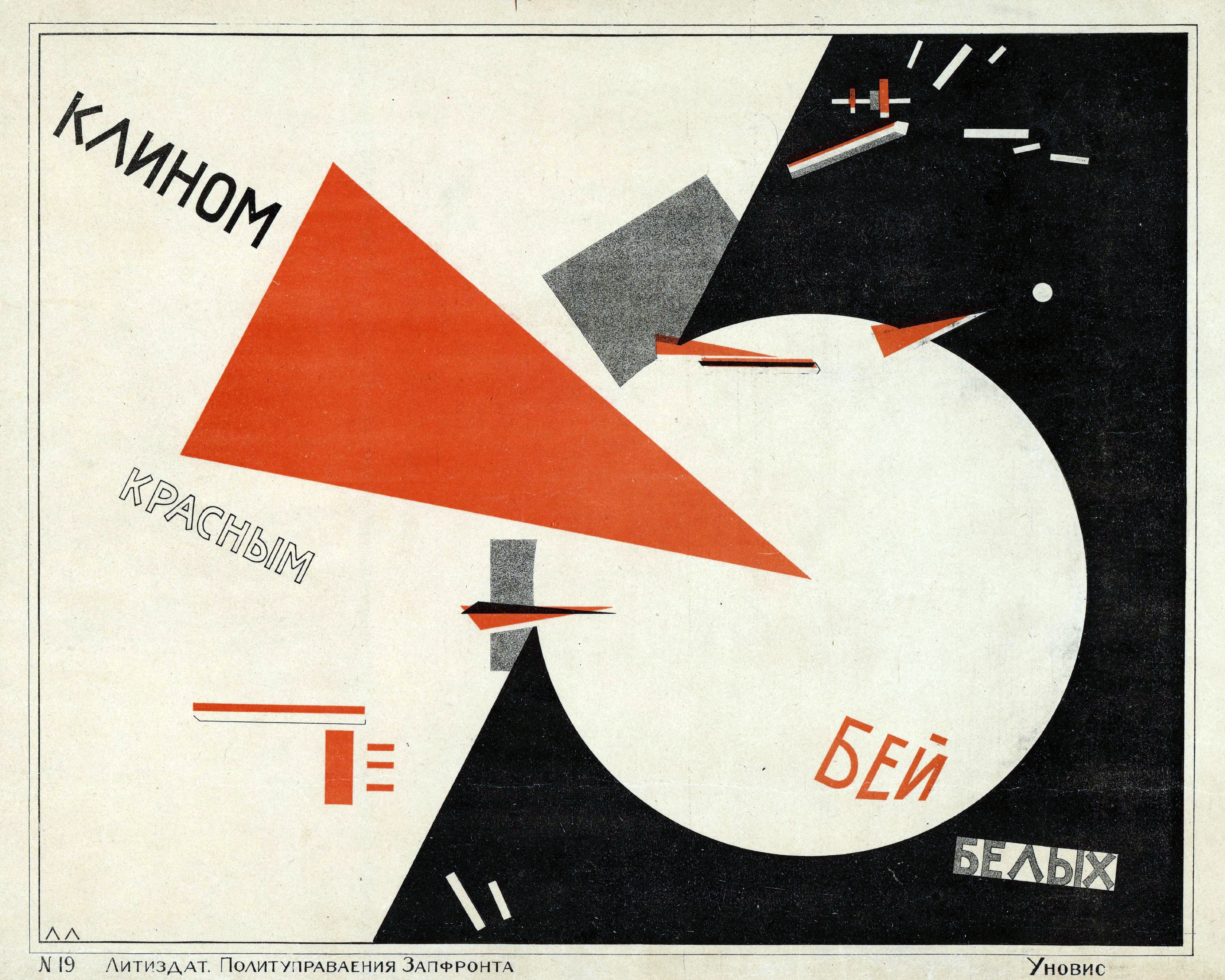
Эль Лисицкий. Клином красным бей белых, 1919—1920

В 1920-е гг. издательством плакатов в основном занимается Белорусское государственное издательство. Среди художников-плакатистов этого времени можно отметить Г. Змудинского, Я. Дроздовича, П. Гутковского, А. Ахола-Вало, В. Двораковского, М. Тычины. Плакаты этого времени решаются в русле модерна, конструктивизма и ар-деко.
В первой всесоюзной выставке плаката 1932 г. («Плакат на службе пятилетки») от БССР принимают участие А. В. Волков, В. Д. Двораковский, А. Б. Заборов. К концу 1930-х в белорусском плакате устанавливается социалистический реализм.
Во времена Второй мировой войны на территории оккупированной Белоруссии распространялись газеты-плакаты «Раздавим фашистскую гадину» и «Партизанская дубинка», в создании которых принимали участие и белорусские художники, например, В. Букаты и Н. Гуциев. Параллельно выходили коллаборационистские плакаты на белорусскую тематику, но больше анонимного авторства.

### Послевоенные времена
В 1940-е — 1960-е гг. основным издательством, которое специализировалось на политическом плакате, было издательство «Беларусь». Вместе с тем плакаты на профильную тематику издавали при министерствах БССР. Кроме плакатов политически-пропагандистской тематики, создавались рекламные, просветительские плакаты, театральные, цирковые и киноафиши. Среди художников того времени следует отметить Н. Гуциева, Л. Замаха, И. Маслана, П. Калинина, С. Романова, Е. Тараса.
С конца 1950-х гг. белорусские плакаты в своем художественном решении, под влиянием польской и литовской школы, мировых тенденций, меняющихся от героического реализма к более стилизованной технике, условной подачи образов, характерной для искусства времен «оттепели». Среди пионеров подобной техники следует отметить Т. Игнатенко (призер I всесоюзной выставки плаката в Киеве, 1959 г.), А. Кашкуревича (призер ІІ всесоюзной выставки плаката в Москве).
В 1960-е — 1980-е плакаты в технике шелкографии создаются в издательстве «Агитплакат». Это лаконичные плакаты как чисто пропагандистского (художники Ф. Выпас, П. Калинин, И. Крейдик), так и сатирического (Е. Бусел, С. Волков, М. Гурло, А. Чуркин, Л. Чурко, В. Шматов) характера.
1970-е — начале 1980-х гг. характеризуются постепенным отходом от традиций социалистического реализма в художественной подаче плаката, формальными поисками с учетом мировых тенденций и определяются такими фигурами как В. Васюк,  В. В.  Жук, Л. Кальмаева, В. Круковский, М. Стома, Я. Хайруллин. Впервые плакат заявлен на международном уровне. Так, плакаты В. Круковского были представлены в шорт-листе VIII биеннале прикладной графики в Брно (1973) и VII биеннале плаката в Варшаве (1975). В. Васюк и В. Круковский возрождают национально-романтическое направление в белорусском плакате с начала 1980-х годов. Вместе с тем в творчестве упомянутых авторов немало плакатов в традиционной стилистике того времени.
С конца 1970-х гг. в белорусский плакат приходят художники с основательной подготовкой в области дизайна и рекламы, в основном, это выпускники Белорусского театрально-художественного института, где в 1977 г. открывается кафедра графического дизайна. В 1978—1980 г. несколько знаковых плакатов создает С. Саркисов, в 1978 г. В. Цеслер и М. Лагунова, которые становятся лауреатами международного конкурса плаката в Софии (серебряная медаль и диплом, соответственно). Эти плакаты создаются фактически вне советского идеологического контекста и с учетом мировых тенденций в графическом дизайне.

### 1980-е — 1990-е годы
Это время можно назвать «золотым веком» в развитии белорусского плаката. Расцвета достиг фотопостановочный плакат, который в первую очередь создавался для нужд рекламы, но потом пошатнул позиции шелкографии и в социально-политическом плакате. Времена перестройки сняли цензурные ограничения на темы, табуированные в предыдущее время. Кроме того появился ряд явлений, которые именно на рубеже 1980-х-1990-х приобрели особую актуальность, что не могло не сказаться на социально-политическом плакате. Знаковым для 1980-х-2000-х гг. является творческий тандем В. Цеслера и С. Войченко (к которому в 1980-е гг. иногда присоединяется А. Шелютто). В 1985—2000 гг. среди наиболее выдающихся плакатистов новой генерации следует отметить Н. Анемподистова, К. Ващенко, Л. Гомонова, А. и В. Даманавых, Ю. Дзеева, С. Евлампиева, Е. Китаеву, А. Новожилова, Р. Найдзена, С. Плотникова, Д. Сурского и Т. Гардашникову, С. Саркисова, Л. Федорову, К. Хотяновского. В 1991 г. на триеннале плаката в Таяме из бывшего Советского Союза было отправлено более 100 плакатов, отобрано только 16, и 8 из них были белорусскими. 1990-е гг. отмечаются следующими тенденциями: почти исчезает идеологическое давление со стороны государства, плакаты создаются на самую различную тематику, без обязательного предварительного цензурного согласования; плакатисты активно и достаточно успешно участвуют в международных биеннале, конкурсах и выставках; государственный заказ сокращается, соответственно, исчезают многотысячные тиражи политического и социального плаката. Параллельно более востребованным становится коммерческий плакат. Некоторые ведущие плакатисты в это время уезжают за границу, например, Л. Гор (США), Е. Китаева, А. Шелютто (Россия).

### XXI век
Одной из примет времени второй половины 1990-х — 2000-х гг. было появление рекламных агентств, важную роль в которых играло и создание плакатов. Многие из них имели исключительно практический характер, но между ними создавались шедевры рекламы, которые получали награды на международных фестивалях рекламы. Среди плакатистов этого времени стоит отметить представителей агентства «Белая ворона» (Д. Галуцкий, А. Снежко, А. Устинович, Ш. Хайруллин), студии «Оттепель» (А. Вакар, А. Лазарь), дизайнеров Ю. Головину, В. Голубева, С. Ноздрин-Плотницкую, В. Свентоховского, С. Скрипниченко, а также плакатистов предыдущего времени, которые продолжали деятельность — В. Цеслера и С. Войченко, Д. Сурского, С. Саркисова, Н. Анемподистова и других. Новое развитие в 2000-е-2010-е гг. получил театральный плакат, в первую очередь благодаря усилиям Ю. Тареева и В. Терентьева, ряда художников новой генерации.
В 2000-е-2010-е гг. белорусские плакатисты активно участвуют в международных биеннале, фестивалях и конкурсах. Вместе с тем расширяются возможности репрезентации актуальных достижений белорусского плаката собственно в Белоруссии, здесь стоит отметить такие площадки, как «Дизайн-Биржа» (2002—2010), фестивали рекламы «Золотой волк» (1998—2002), «Белый квадрат» (с 2008) и «Однако!»(2010—2017). Вместе с тем, начинают организовываться конкурсы, в том числе международные, посвященные исключительно плакату. 2012 г. Белорусско-польский конкурс плаката «Мы» (Минск — Торунь).2019 г. Конкурс социального плаката «Сейчас!» 2020 г. Конкурс плаката, посвященный УНОВИС.

## Изучение белорусского плаката
Исследованию белорусского плаката посвящен ряд научных работ, начиная с советских времен и заканчивая последними публикациями современных специалистов. Белорусский плакат является сферой научных интересов кандидатов искусствоведения А. Атрахович и А. Голубович. К белорусскому плакату обращаются в своих исследованиях М. Борозна, Л. Наливайко, Е. Шунейко, Н. Саратовская.

## Коллекции
Коллекция Белорусского союза дизайнеров (в том числе более 3000 цифровых единиц на начало 2020 года.), частные коллекции Г. Голубовича, М. Борозны, Д. Сурского. Белорусский плакат представлены в фондах Книжной палаты Беларуси, Музея современного изобразительного искусства, Национальной библиотеки Беларуси, Белорусского государственного исторического музея, других музеев Белоруссии, в Российской государственной библиотеке, Российском государственном музее политической истории.

## Выставки белорусского плаката
1999 — «Белорусский печатный плакат». Республиканская художественная галерея Белорусского союза художников, Минск
2008—2009 гг. Передвижная выставка плаката «Визуальный код времени: постсоветское искусство плаката Белоруссии» по городам Европы: в Варшаве, Берлине, Дрездене, Брюсселе, Триесте, Гранарола, Тулузе.
2011 г. Выставка «Визуальный код времени: постсоветское искусство плаката Белоруссии» в г. Бонн (Германия); Выставка плакатов из коллекции ОО «БСД» «Перестройка» в г. Морж (Швейцария)
2013 г. Выставка фотопостановочных плакатов «A Posteriori: От объекта к плаката» в галерее Белорусского союза дизайнеров, Минск. Выставка Белорусского союза художников, посвященная 100-летию белорусского плаката, Дворец Искусств, Минск.
2016 г. Выставка шрифтового плаката студентов БГАМ под руководством Руслана Найдена.
В 2016—2017 гг. в рамках программы Choice Белорусский союз дизайнеров устроил проект «Белорусский плакат», который завершился выставками в Минске, Бресте, Гродно, Несвиже и Витебске